# Liste des circonscriptions législatives de la Vienne
Le département français de la Vienne est, sous la Cinquième République, constitué de trois circonscriptions législatives de 1958 à 1986, puis de quatre circonscriptions depuis le redécoupage de 1986, ce nombre étant maintenu lors du redécoupage de 2010, entré en application à compter des élections législatives de 2012. Leurs limites ont été redéfinies à cette occasion.

## Présentation
Par ordonnance du 13 octobre 1958 relative à l'élection des députés à l'Assemblée nationale, le département de la Vienne est d'abord constitué de trois circonscriptions électorales. 
Lors des élections législatives de 1986 qui se sont déroulées selon un mode de scrutin proportionnel à un seul tour par listes départementales, le nombre de sièges de la Vienne a été porté de trois à quatre.
Le retour à un mode de scrutin uninominal majoritaire à deux tours en vue des élections législatives suivantes, a maintenu ce nombre de quatre sièges,, selon un nouveau découpage électoral.
Le redécoupage des circonscriptions législatives réalisé en 2010 et entrant en application à compter des élections législatives de juin 2012, a modifié la répartition des circonscriptions de la Vienne, maintenant le nombre de quatre.

## Composition des circonscriptions

### Composition des circonscriptions de 1958 à 1986
À compter de 1958, le département de la Vienne comprend trois circonscriptions regroupant les cantons suivants :
- 1re circonscription : Mirebeau, Neuville-de-Poitou, Poitiers-Nord, Poitiers-Sud, Saint-Georges-lès-Baillargeaux, Saint-Julien-l'Ars, La Villedieu-du-Clain, Vouillé. Vouneuil-sur-Vienne.
- 2e circonscription :  Châtellerault, Dangé-Saint-Romain, Leigné-sur-Usseau, Lencloître, Loudun, Moncontour, Monts-sur-Guesnes, Pleumartin, Les Trois-Moutiers, Vouneuil-sur-Vienne.
- 3e circonscription : Availles-Limouzine, Charroux, Chauvigny, Civray, Couhé-Vérac, Gençay, L'Isle-Jourdain, Lusignan, Lussac-les-Châteaux, Montmorillon, Saint-Savin, La Trimouille, Vivonne.

### Composition des circonscriptions de 1988 à 2012
| Composition des circonscriptions de 1988 à 2012 |
| 1 2 3 4                                         |

À compter du découpage de 1986, le département de la Vienne comprend quatre circonscriptions regroupant les cantons suivants :
- 1re circonscription : Mirebeau, Neuville-de-Poitou, Poitiers-I, Poitiers-II, Poitiers-VII, Saint-Georges-lès-Baillargeaux, Saint-Julien-l'Ars, Vouneuil-sur-Vienne.
- 2e circonscription : Poitiers-III, Poitiers-IV, Poitiers-V, Poitiers-VI, La Villedieu-du-Clain, Vivonne, Vouillé.
- 3e circonscription : Availles-Limouzine, Charroux, Chauvigny, Civray, Couhé, Gençay, L'Isle-Jourdain, Lusignan, Lussac-les-Châteaux, Montmorillon, Saint-Savin, La Trimouille, commune de La Puye.
- 4e circonscription : Châtellerault-Nord, Châtellerault-Ouest, Châtellerault-Sud, Dangé-Saint-Romain, Lencloître, Loudun, Moncontour, Monts-sur-Guesnes, Pleumartin (sauf commune de La Puye), Saint-Gervais-les-Trois-Clochers, Les Trois-Moutiers.

### Composition des circonscriptions à compter de 2012
| Composition des circonscriptions depuis 2012 |
| 1 2 3 4                                      |

Depuis le nouveau découpage électoral, le département comprend quatre circonscriptions regroupant les cantons suivants :
- 1re circonscription : Mirebeau, Neuville-de-Poitou, Poitiers-I, Poitiers-II, Poitiers-VII, Saint-Georges-lès-Baillargeaux, Saint-Julien-l'Ars
- 2e circonscription : Poitiers-III, Poitiers-IV, Poitiers-V, Poitiers-VI, La Villedieu-du-Clain, Vivonne, Vouillé.
- 3e circonscription : Availles-Limouzine, Charroux, Chauvigny, Civray, Couhé, Gençay, L'Isle-Jourdain, Lusignan, Lussac-les-Châteaux, Montmorillon, Saint-Savin, La Trimouille, Vouneuil-sur-Vienne, commune de La Puye
- 4e circonscription : Châtellerault-Nord, Châtellerault-Ouest, Châtellerault-Sud, Dangé-Saint-Romain, Lencloître, Loudun, Moncontour, Monts-sur-Guesnes, Pleumartin (sauf commune de La Puye), Saint-Gervais-les-Trois-Clochers, Les Trois-Moutiers.